# سووی دو (توتین)
سووی دو (به صربی: Suvi Do) یک منطقهٔ مسکونی در صربستان است که در توتین، صربستان واقع شده‌است. سووی دو ۴۰۱ نفر جمعیت دارد.